# Bristol County Ground
Der Bristol County Ground ist ein Cricket-Stadion in der englischen Stadt Bristol. Das Stadion dient als Heimstätte des Gloucestershire County Cricket Club.

## Geschichte
Das Gelände wurde ursprünglich von W. G. Grace erworben. Der Club verkaufte das Stadion zwischenzeitlich zweimal (1919 und 1976) und kaufte es jeweils Jahre später wieder zurück (1933 und 2004). Heute ist das Stadion in einen allgemeinen Sportkomplex eingebunden.

## Kapazität und Infrastruktur
Im Jahr 2009 hatte das Stadion eine permanente Sitzplatzkapazität von 3.600, die mit Hilfe von temporären Plätzen auf 16.000 erweitert werden konnte. Zu diesem Zeitpunkt entschied man sich, das Stadion zu erweitern, um den Status als internationales Stadion zu erhalten. Nach Anpassungen entschied man sich, das Stadion auf eine Kapazität von bis zu 17.500 Plätze zu erhöhen. Auch wurde eine Flutlichtanlage installiert. Die beiden Ends heißen Bristol Pavilion End und Ashley Down Road End.

## Nutzung
Neben der Verwendung im County Cricket werden hier auch internationale Partien ausgetragen. So wurden beim Cricket World Cup 1983 eine Partie und beim Cricket World Cup 1999 zwei Partien ausgespielt. Beim Cricket World Cup 2019 fanden hier vier Partien statt. Auch finden hier regelmäßig Heimspiele der englischen Nationalmannschaft statt.